# Stockholms Akademiska Forum
Stockholms Akademiska Forum, Staf, är en samarbetsorganisation mellan 18 universitet och högskolor och Stockholms stad. Organisationen arbetar med profilering av Stockholm som akademisk plats, omvärldsbevakning samt nätverksbyggande mellan akademi, näringsliv, organisationer och andra viktiga samhällsaktörer. Medlemmar i Stockholms Akademiska Forum är Stockholms universitet, KTH, Karolinska Institutet, Södertörns högskola, Handelshögskolan i Stockholm, Kungl. Musikhögskolan i Stockholm, Konstfack, Stockholms konstnärliga högskola, Gymnastik- och idrottshögskolan, Försvarshögskolan, Sophiahemmet Högskola, Marie Cederschiöld högskola, Röda Korsets Högskola, Kungl. Konsthögskolan, Enskilda högskolan Stockholm, Beckmans designhögskola, Stockholms musikpedagogiska institut, Ericastiftelsen.
Verksamheten finansieras av högskolorna tillsammans med Stockholms stad.